# Oster
Oster (în ucraineană Остер) este un oraș raional din raionul Kozeleț, regiunea Cernigău, Ucraina. În afara localității principale, mai cuprinde și satele Beremîțke, Liubeceanîniv și Poliske.

## Demografie
Componența lingvistică a orașului Oster
     Ucraineană (92,87%)
     Rusă (6,47%)
     Alte limbi (0,61%)
Conform recensământului din 2001, majoritatea populației orașului Oster era vorbitoare de ucraineană (92,87%), existând în minoritate și vorbitori de rusă (6,47%).